# Шерашово
Шерашо́во (бур. Шара Шорой — «cyглинoк», «жёлтый пecoк») — село в Кабанском районе Бурятии. Входит в Байкало-Кударинское сельское поселение.

## География
Расположено в 4,5 км к северо-востоку от центра сельского поселения, села Кудара, на восточном краю селенгинской дельты, по северо-западному краю автодороги Шергино — Заречье (19-й км).

## Топонимика
Название Шерашово — русифицированное бурятское название, происходящее от бур. шара шорой — «cyглинoк», «жёлтый пecoк» (шара — «жёлтый», шорой — «почва», «грунт»).

## Население
| 2002 | 2010 |
| ---- | ---- |
| 161  | ↘150 |